# Lac La Mothe
Pour les articles homonymes, voir La Mothe.
Le lac La Mothe est un réservoir d'eau douce du bassin versant de la rivière Shipshaw, coulant dans le territoire non organisé de Mont-Valin, dans la municipalité régionale de comté (MRC) Le Fjord-du-Saguenay, dans la région administrative de la Saguenay-Lac-Saint-Jean, dans la province de Québec, au Canada. Ce réservoir est situé dans le canton d'Aulneau.
La foresterie constitue la principale activité économique du secteur. Les activités récréotouristiques arrivent en second. Ce lac constitue la limite Est de la zec du Lac-de-la-Boiteuse.
La route forestière R0248 remonte vers le Nord en empruntant la vallée de la rivière Shipshaw en passant du côté Est du Lac La Mothe. Une autre route forestière (sens Nord-Sud) dessert le côté Ouest du Lac La Mothe en passant entre les montagnes. Ces routes sont particulièrement utiles pour les besoins de la foresterie et des activités récréotouristiques,.
La surface du lac La Mothe est habituellement gelée de la fin novembre au début avril, toutefois la circulation sécuritaire sur la glace se fait généralement de la mi-décembre à la fin mars.

## Géographie
La construction vers 1950 de plusieurs barrages sur la rivière Shipshaw a engendré un rehaussement du niveau des eaux des lacs Épinette et Platte, en les regroupant pour former ainsi qu'un seul plan d'eau sur le parcours de cette rivière.
Les principaux bassins versants voisins du Lac La Mothe sont :
- côté nord : Rivière Shipshaw, lac Onatchiway, réservoir Pipmuacan, rivière Nisipi, ruisseau du Dos de Cheval, lac Vermont, rivière de la Boiteuse ;
- Côté est : Rivière Étienne, ruisseau Bérubé, bras du Nord ;
- côté sud : Rivière Shipshaw, lac Sébastien, rivière Saguenay, rivière à l'Ours, rivière Nisipi ;
- côté ouest : rivière Péribonka, rivière Alex.

Le Lac La Mothe comporte une longueur de 20,3 km, une largeur maximale de 7,3 km dans sa partie sud et une altitude de 293 m. Ce plan d’eau reçoit du côté nord les eaux de la rivière Shipshaw et du ruisseau du Dos de Cheval ; du côté est, le ruisseau Henry-Côté et la rivière Étienne ; du côté ouest, plusieurs décharges de lacs non identifiés. Ce lac comporte de hautes falaises de chaque côté. La partie Nord comporte la baie Vaillancourt et la baie de la Brûlée. La partie Sud comporte une baie difforme s’étirant sur 2,8 km vers l’Ouest, en courbant vers le Sud, formant le lac Bilodeau lequel est connexe au lac Creux. Ce dernier reçoit les eaux du lac Pednault. La montagne de la Chute des Georges s’élève à 449 m à 0,6 km à l'est du barrage Chute-des-Georges. Par ailleurs, le barrage Betsy est situé au fond d’une baie de la rive Sud du lac, près du lac Betsy.
Le Lac La Mothe est situé entièrement en milieu forestier dans le territoire non organisé de Mont-Valin. Il est enclavé entre les montagnes dont les principaux sommets atteignent 600 m à l'est, 620 m à l’Ouest et 654 m au Nord. La décharge du Lac La Mothe est localisée au barrage Betsy. À partir du barrage le courant descend la rivière Shipshaw vers le sud, avant de se déverser sur la rive nord de la rivière Saguenay.

## Toponymie
Le toponyme Lac La Mothe évoque l’œuvre de Georges-É. La Mothe, ingénieur de la compagnie Price, société qui exploite depuis longtemps les essences forestières de la région pour en faire de la pulpe et du papier. Un document de 1952 rapporte que l'ingénieur La Mothe avait proposé, 25 ans plus tôt, la construction de barrages et de réservoirs au même endroit.
Le toponyme Lac La Mothe a été officialisé le 5 décembre 1968 par la Commission de toponymie du Québec, soit à la création de cette commission.